# Абданова Айтбала
Айтбала Абданова (нар. 1902, Карашоки — пом. ?) — казахська радянська чабанка; Герой Соціалістичної Праці.

## Біографія
Народилася у 1902 році в селі Карашоках (нині Кербулацький район Жетисуської області Казахстану). Казашка. З утворенням 1931 року в Джаркентському районі Казакської АРСР Октябрського вівцерадгоспу працювала рядовою працівницею, з 1937 року — старшим чабаном.
У 1955 році в її отарі було настрижено по 6,5 кілограма вовни з кожної вівці, а наступного 1956 року при повному збереженні поголів'я вона довела настриг вовни з вівці до 6,7 кілограма. Завдяки її праці Октябрський радгосп з розвитку вівчарства зайняв одне з перших місць у Талди-Курганській області. У зимовий період 1956—1957 років, який видався морозним, Айтбала Абданова доглядала дворічних валухів. З кожного валуха з її отари було пострижено по 7,1 кілограма першокласної вовни; у 1957 році вона за настригом вовни посіла перше місце серед вівчарів Панфіловського району.
Указом Президії Верховної Ради СРСР від 29 березня 1958 року за видатні успіхи, досягнуті у справі розвитку вівчарства, збільшенні виробництва та здачі державі м'яса, вовни та шкурок каракулю у 1957 році, та широке застосування у практиці своєї роботи досягнень науки та передового досвіду Айтбалі Абдановій присвоєне звання Героя Соціалістичної Праці з врученням ордена Леніна (№ 315 192) та золотої медалі «Серп і Молот» (№ 8 553).
У 1959 році взяла підвищені зобов'язання і отримала з кожної вівці по 8 кілограмів вовни. Обиралася депутатом Панфілівської районної Ради депутатів трудящих та Конироленської аулради. Жила у Панфілівському районі. Дата смерті невідома.

## Виноски
1. ↑  з 1942 року — Панфіловський район.
2. ↑  Валух — кастрований баран.